# Kwok Ho Ting
Kwok Ho Ting –em chinês, 郭灝霆– (Hong Kong, 26 de fevereiro de 1988) é um desportista hongkonês que competiu no ciclismo na modalidade de pista. Ganhou uma medalha de ouro no Campeonato Mundial de Ciclismo em Pista de 2011, na carreira de scratch.

## Medalheiro internacional
| Campeonato Mundial | Campeonato Mundial         | Campeonato Mundial | Campeonato Mundial |
| Ano                | Lugar                      | Medalha            | Competição         |
| ------------------ | -------------------------- | ------------------ | ------------------ |
| 2011               | Apeldoorn ( Países Baixos) | Medalha de ouro    | Scratch            |